# Saint-Gilles-Pligeaux
Saint-Gilles-Pligeaux (bretonisch Sant-Jili-Plijo) ist eine französische Gemeinde mit 304 Einwohnern (Stand: 1. Januar 2022) im Département Côtes-d’Armor in der Region Bretagne. Sie gehört zum Arrondissement Guingamp und zum Kanton Rostrenen. Zudem ist der Ort Mitglied des 1993 gegründeten Gemeindeverbands Kreiz-Breizh. Die Einwohner werden Saint-Gillois(es) genannt.

## Geographie
Saint-Gilles-Pligeaux liegt etwa 28 Kilometer südwestlich von Saint-Brieuc im Zentrum des Départements Côtes-d’Armor. 

## Bevölkerungsentwicklung
| Jahr                       | 1962 | 1968 | 1975 | 1982 | 1990 | 1999 | 2006 | 2012 | 2018 |
| Einwohner                  | 668  | 593  | 491  | 398  | 352  | 299  | 301  | 274  | 300  |
| Quellen: Cassini und INSEE |      |      |      |      |      |      |      |      |      |

## Sehenswürdigkeiten
- Kirche Saint-Gilles
- Kapelle Notre-Dame-de-Clarté
- Kapelle Saint-Gildas-du-Pré
- Kapelle Saint-Laurent
- Menhir von Crec’h Ogel

Siehe auch: Liste der Monuments historiques in Saint-Gilles-Pligeaux

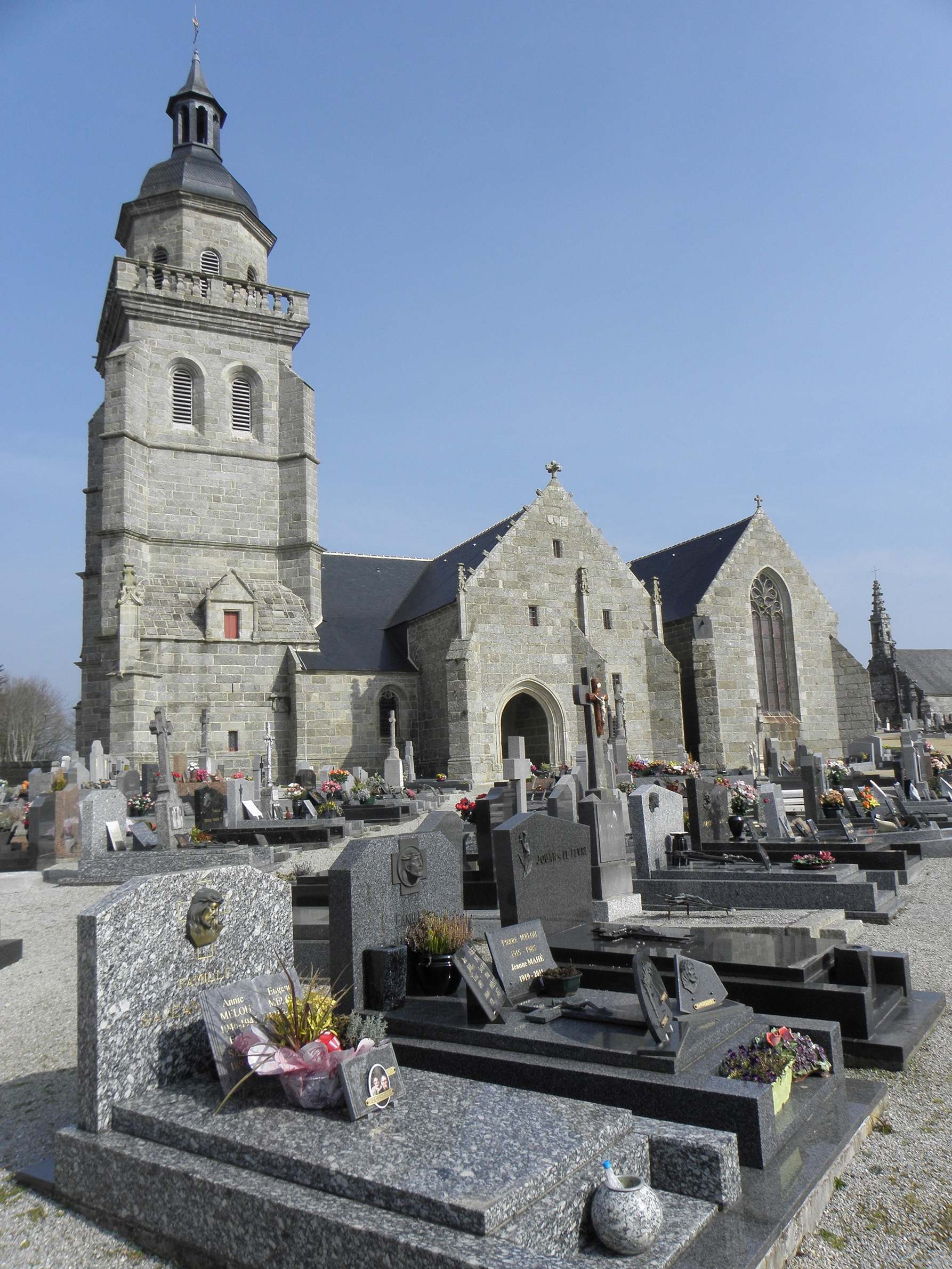
Kirche Saint-Gilles